# Order Białej Róży Finlandii
Order Białej Róży Finlandii (fiń. Suomen Valkoisen Ruusun ritarikunta, szw. Finlands Vita Ros' orden) – najwyższe odznaczenie Finlandii, przyznawane za znamienite zasługi od 16 maja 1919.

## Historia
Order Białej Róży Finlandii został ustanowiony przez Gustawa Mannerheima, regenta ówczesnego Królestwa Finlandii 28 stycznia 1919, gdyż jedyne do tej pory fińskie odznaczenie, Krzyż Wolności, przestało być nadawane w czasie pokoju, po zakończeniu wojny domowej. 16 maja tego samego roku oficjalnie potwierdzono statuty odznaczenia. Wielkim Mistrzem jest każdorazowy prezydent Finlandii. Order mogą otrzymać obywatele fińscy lub obcy za zasługi dla kraju, może także być nadany za dzielność na polu bitwy. Świętem orderu jest Dzień Niepodległości Finlandii, 6 grudnia.
Order posiada pięć klas według znanego schematu Legii Honorowej, od Krzyża Wielkiego (niekiedy z łańcuchem) do Krzyża Kawalerskiego, oraz jednoklasowy, nadawany kobietom, Krzyż Zasługi i trzyklasowy medal, ze złotym, srebrnym lub brązowym krzyżem:
- I klasa:
  - Łańcuch Krzyża Wielkiego (suurristi ketjuineen)
  - Krzyż Wielki (suurristi)
- II klasa:
  - Krzyż Komandorski I Klasy (I luokan komentajamerkki)
- III klasa:
  - Krzyż Komandorski (komentajamerkki)
- IV klasa:
  - Krzyż Kawalerski I Klasy (I luokan ritarimerkki)
- V klasa:
  - Krzyż Kawalerski (ritarimerkki)
- dodatkowe stopnie:
  - Krzyż Zasługi (ansioristi)
  - Medal I Klasy ze Złotym Krzyżem (I luokan mitali kultaristein)
  - Medal I Klasy (I luokan mitali)
  - Medal (mitali)

## Insygnia
Zaprojektowane przez fińskiego artystę Akseli Gallen-Kallela insygnia orderu to łańcuch orderowy, oznaka i gwiazda orderowa I i II klasy oraz medale. Łańcuch, przysługujący wśród obywateli Finlandii tylko głowie państwa, lecz także nadawany wybranym głowom państw obcych, składał się do roku 1963 z 9 heraldycznych róż i 6 prostych złotych swastyk, jednego z symboli ludowych Finlandii. W tym roku zastąpiono skompromitowany przez nazizm symbol swastyki stylizowanymi gałązkami jodły.
Oznaka orderu to emaliowany na biało z wąskim złotym obramowaniem krzyż kawalerski. W medalionie środkowym awersu znajduje się na niebieskim tle emaliowana na biało róża, rewers jest gładki, nieemaliowany. Między ramionami krzyża znajdują się złote lwy fińskie z godła państwowego. Od I do IV klasy krzyże są złote, przy V klasie srebrny. Order jest noszony na ciemnoniebieskiej wstędze.
Gwiazdy I i II klasy są pięciopromienne, srebrne (przy gwieździe I. klasy promienie srebrne przeplatają się ze złotymi) i noszą w swym centrum medalion środkowy oznaki, otoczony złotym napisem – dewizą orderu „ISÄNMAAN HYVÄKSI” (DLA DOBRA OJCZYZNY) na niebieskim tle. Krzyż Zasługi jest srebrny i nieemaliowany, medale dwóch wyższych stopni są srebrne, z pozłacanym krzyżem w stopniu najwyższym, a brązowym w całości medalem w najniższym stopniu.
Przy nadaniach za zasługi wojenne oznaka otrzymuje skrzyżowane miecze między ramionami krzyża (podłożone pod lwy) lub położone na gwieździe pod medalionem środkowym. Order może być także nadawany z brylantami, którymi ozdabia się obramowanie medalionu oznaki i gwiazd.